# Oficer manewrowy
Agent manewrowy - pracownik tajnych służb specjalnych działający najczęściej na terenie swojego państwa lub państw bezpośrednio z nim graniczących. Często zdarza się prowadzenie działalności agenta na obszarze wszystkich krajów świata. Osoba niepodlegająca jurysdykcji sądu kraju, w którym jest zatrudniona. Agent manewrowy jest obdarzony szczególnym przywilejem przez państwo zatrudniające go. Podejmuje on każde działanie (łącznie z najcięższymi przestępstwami kryminalnymi w rozumieniu prawa kraju, w którym pracuje), które ma na celu ochronę tego kraju, jego interesów gospodarczych i politycznych. Agenci manewrowi werbowani są wśród wieloletnich pracowników służb specjalnych.
Agent manewrowy jest funkcjonariuszem komórki zwanej w żargonie operacyjnym agenturą manewrową istota funkcjonowania tej komórki (często tworzonego doraźnie zespołu operacyjnego) nie polega na rodzaju wykonywanych zadań ani na terenie ich wykonania, czy też na koncentracji na czarnym wywiadzie. Są to pracownicy wydzieleni do wykonywania zadań doraźnych, przesuwani elastycznie do czynności które wymagają wzmocnienia kadrowego właściwych zespołów operacyjnych. Równie dobrze mogą to być proste zadania obserwacji obiektowej jak i rozbudowane operacje tworzenia siatek wywiadowczych, kontroli struktur terenowych, czy całkowicie legalne zadania zbierania i analizy informacji w ramach OSINT.